# Игор Миладиновић
Игор Миладиновић (рођен 25. јануара 1974. у Нишу) је српски шаховски велемајстор. Новембра 2009. његов рејтинг на ФИДЕ листи је био 2553, а најбољи рејтинг му је 2630, априла 2004. године.
Миладиновић је 1993. освојио светско јуниорско првенство у шаху, а на крају године је проглашен за спортисту године у Југославији. Године 1994. је играо за Југославију на шаховској олимпијади у Москви, где је освојио бронзану медаљу. Око 1995. преселио се у Грчку, а за њу је играо на четири олимпијаде од 1996. до 2002.
Од 2006. игра за шаховску репрезентацију Србије.
Велемајстор Миладиновић има прилично оригиналан репертоар отварања, редовно брани у пракси Чигоринову одбрану (1.d4 d5 2.c4 Sc6), затим отварање (1.d4 d5 2.c4 Cf5) и отварање Тромповског (1.d4 , 2. Bg5). Миладиновићев допринос последњој шеми отварања је толико велик да су многи европски часописи више пута тражили да се ово отварање преименује у Миладиновићево отварање.
У 2022. години Миладиновић ради као шаховски тренер у Уједињеним Арапским Емиратима.